# Poids et mesures liégeois
Pour les articles homonymes, voir Poids (homonymie).
Les poids et mesures liégeois étaient les unités de mesure utilisées de 980 à 1785 en principauté de Liège.

## Unités
Les anciennes mesures liégeoises sont basées sur deux unités différentes :
- Le pied de saint Lambert (pî d'Sint Lambiet) valant 291,778 mm.
  - Il se divise en 10 pouces, le pouce en 10 lignes, et la ligne en 10 points.
  - L'étalon du pied de saint Lambert consiste en une verge de seize pieds (4,668448 m). Il était conservé dans la chambre des échevins de Liège et auquel tous les arpenteurs étaient tenus de se conformer.
  - Il est à la base des mesures itinéraires et agraires.
  - Ses dérivés permettent de mesurer les longueurs et les superficies.

- Le pied de saint Hubert (pî d'Sint Houbair) valant un centième de plus que le pied de saint Lambert (101 lignes de Saint Lambert) soit 294,6966 mm.
  - Il se divise en 10 pouces, le pouce en 8 lignes, et la ligne en 12 points.
  - L'étalon du pied de saint Hubert, conservé au musée de la vie wallonne à Liège, consiste en une règle en laiton sur laquelle la division en pouces est indiquée par des points en creux. Il se trouvait incrusté dans un montant de pilier de la chapelle de Notre-Dame dans la cathédrale Saint-Lambert.
  - Il est à la base des mesures du commerce et sert au cubage des maçonneries et des bois de construction.
  - Ses dérivés permettent de mesurer les longueurs, les superficies, les volumes et les capacités tant des liquides que des matières sèches.

Il semble cependant que les bâtiments du Moyen Âge à Liège furent conçus sur le pied attique-solonique.

## Longueur
- Mesures itinéraires et agraires selon le pied de Saint Lambert (291,778 mm)
  - La toise de 6 pieds (= 1,750 m)
  - La verge de 16 pieds (= 4,668448 m)
  - Le bonnier de 20 verges (= 93,369 m)
  - La lieue commune de 1000 verges (= 4668,448 m)
- Mesures de houillerie (mines) selon le pied de Saint Lambert (291,778 mm)
  - La poignée de 1⁄3 de pied (= 97 cm)
  - La manchée (longueur d'un manche d'outil) ou verge de 14 poignées (= 1,362 m)
  - La toise de 7 pieds (= 2,042 m)
- Mesures du commerce et des maçonneries selon le pied de Saint Hubert (294,6966 mm)
  - L'aune de 2 pieds 1⁄4 (= 0,663 m)
  - La toise de 6 pieds (= 1,768 m)
  - La verge de 16 pieds 1⁄2 (= 4,8625 m)

## Surface
- Mesures agraires selon le pied de saint Lambert (291,778 mm)
  - Le pied carré = 0,085 135 m2
  - La verge petite de 256 pieds (16 x 16 pieds) = 21,794 5 m2
  - La verge grande de 20 verges petites = 4 a 35,8907 ca
  - Le journal de 5 verges grandes = 21 a 79,45 ca
  - Le bonnier (bouni) = 4 journaux (journå) = 20 grandes verges (grand vèche) = 400 verges petites = 87 a 17,814 ca
  - Le tierceal journal de 1⁄3 de bonnier = 29 a 0,59 ca
- Mesures agraires selon le pied de saint Hubert (294,696 6 mm) 
  - La verge petite de 1 verge x 1 verge (de 16 pieds 1⁄2 voir plus haut) = 23,643847 ca
  - La verge grande de 20 verges petites = 4 a 72,8769 ca
  - Le bonnier de 20 verge grandes = 94 a 57,539 ca
- Mesures du commerce et des maçonneries selon le pied de saint Hubert (294,6966 mm)
  - La ligne carrée de 8 x 8 lignes = 13,57 mm2
  - Le pouce carré de 10 x 10 pouces = 8,684 6 cm2
  - Le pied carré = 0,086 846 m2
  - La toise carrée de 6 x 6 pieds = 3,126 5 m2
  - La toise-pied de 6 x 1 pied = 0,521 1 m2
  - La toise-pouce de 6 x 1⁄10 pied = 0,052 1 m2
  - Le pied-pouce de 1 x 1⁄10 pied = 86 cm2
  - Le pied-ligne de 1 x 1⁄80 pied = 10,85 cm2

## Volume
- Mesures de cubage selon le pied de saint Hubert (294,696 6 mm) 
  - La ligne cube de 1⁄512 de pouce cube = 0,045 8 cm3
  - Le pouce cube de 1⁄1000 de pied cube = 25,593 25 cm3
  - Le pied cube = 0,025 593 25 m3
  - La toise cube de 216 pieds cubes = 5,528 1 m3
  - La toise-toise-pied de 36 pieds cubes = 0,921 3 m3
  - La toise-toise-pouce = 0,092 1 m3
  - La toise-toise-ligne = 0,011 5 m3
- Mesure de cubage de bois de chauffage et de charbonnage selon le pied de saint Hubert (294,696 6 mm)
  - La corde de 6 pieds de long x 6 pieds de haut x 4 pieds de large dans le sens de la longueur des bûches = 144 pieds cubes = 3,685 m3

## Capacité
- Mesures de capacité pour matières sèches :
  - 1 muid = 8 setiers = 32 quartes = 128 pagnoux = 312 mesurettes = 245,7 litres. Selon la légende, le muid aurait été introduit par Hubert de Liège.
- Mesures de capacité pour liquides :
  - 1 pot (kuâte) = 2 pintes (demeie kuâte) = 4 chopines = 16 mesurettes = 1,279 7 litre.
- Mesures pour le vin :
  - tonneaux :
    - 1 aime (îme)= 172,75 litres,
    - 1 barrique ou pièce = 228 litres,
    - 1⁄2 pièce ou feuilleté = 120 litres,
    - 1 quartant = 70 litres,
    - 1 pipe = 3 pièces = 684 litres. Ne sert pas pour les vins de pays ;

  - bouteilles :
    - 1 liégeoise (lîdjwèse) ou grosse panse (grosse panse signifie « gros ventre »)[note 1] = 1,28 litre,
    - 1 bordelaise = entre 75 et 80 centilitres. Utilisée pour embouteiller les vins en provenance du bordelais,
    - 1 flûte = entre 75 et 80 centilitres. Utilisée pour embouteiller les vins en provenance de la Moselle qu'ils soient produits dans le Duché de Luxembourg ou en France ;

  - vente au détail :
    - voir les mesures de capacité pour liquides ci-dessus.

## Voiries

### Appellations officielles
- Chemin impérial (levaye) : doit mesurer 32 pieds de saint Lambert de largeur (9,337 6 mètres) et est censé être entretenu par le prince-évêque.
- Vôye (« voie ») : doit mesurer 16 pieds de largeur.
- Rouwale (« ruelle ») : doit mesurer 8 pieds de largeur.
- Pazai (« sentier ») : doit mesurer de 4 pieds de largeur.

### Appellations populaires
- Basse vôye : chemin creux.
- Creuhtlâte : carrefour, croisement.
- Dihindaye : voie en pente descendante (voir aussi son antonyme montaye).
- Gré ou rottech : marche d'escalier (voir aussi volaye)
- Havêye (prononcer xhavêye) : chemin creusé par les pluies (ravine).
- Hèdåvôye : sente empruntée par le gibier.
- Levaye : grand'route.
- Montaye : voie en pente montante.
- Pavaye : route pavée.
- Rottech : longueur d'un pas pendant la marche ou synonyme de marche d'escalier).
- Rowe : rue dans une localité (voir aussi vôye).
- Strèye : route pavée.
- Tchèr : voie parcourant une colline en ligne droite[note 2]
- Tchèråvôye : chemin permettant le passage d'une charrette.
- Té : tenant d'une rue dans une autre, endroit très fréquenté[note 3].
- Tich : chemin non fréquenté qui se couvre d'herbes.
- Vinâve : grand'rue, quartier.
- Volaye : portion d'escalier comprise entre deux plates-formes.
- Vôye : route, chemin, voie en dehors d'une localité.